# Thrypticus spretus
Thrypticus spretus är en tvåvingeart som beskrevs av Octave Parent 1934. Thrypticus spretus ingår i släktet Thrypticus och familjen styltflugor. Inga underarter finns listade i Catalogue of Life.